# Township Boys
|  | Denne artikel er oprettet af botten PalnaBot ud fra en ekstern database. Den kan derfor have sproglige fejl eller mangler. Denne skabelon kan fjernes efter kontrol af indholdet. |

Township Boys er en dokumentarfilm instrueret af Janus Metz efter eget manuskript.

## Handling
Skur-byen Alexandra er en af Johannesburgs berygtede hårde townships. Fra deres gadehjørne styrer Pancake og hans bande deres territorium. De passer på deres naboer og holder fremmede ude. Pancake er lige kommet ud af fængslet, hans ene bror er blevet skudt i et bandeopgør og den anden er død af aids. Nu drømmer han om at lægge sit liv om... men frustrationerne over de mange forspildte muligheder og den usikre fremtid truer med atter at sende ham bag tremmer.